# Jürgen Dirkx
Jürgen Arnoldus Wilhelmus Dirkx (Reusel, 15 agosto 1975) è un allenatore di calcio ed ex calciatore olandese, di ruolo difensore.

## Palmarès

### Club

#### Competizioni nazionali
- Campionato olandese: 3

PSV: 1999-2000, 2000-2001, 2002-2003
- Supercoppa dei Paesi Bassi: 1

PSV: 2000